# /dev/full
У оперативним системима Линукс и Фри BSD, /dev/full или уређај је увек попуњен је посебна датотека која увек враћа грешку  (што значи „нема слободног простора на уређају”) при писању, и пружа бесконачни број 0 бајтова било ком процесу који чита из ње (слично /dev/zero). Овај уређај се обично користи када се тестира понашање програма када наиђе на грешку „диск је попуњен”.
```
$ 
echo
 
"Здраво свете!"
 
>
 
/dev/full

bash: echo: write error: No space left on device

```

## Историја
Подршка за „увек попуњене” датотеке у Линуксу је документована још 2007. Нативе подршка је додата у FreeBSD у верзији 11.0 из 2016. године, што је претходно било подржано кроз опциони модул линдев.